# Ямакуні-Мару
Ямакуні-Мару (Yamakuni Maru) — судно, яке під час Другої світової війни взяло участь у операціях японських збройних сил у Меланезії та Мікронезії.
Судно спорудили як Ямакадзе-Мару в 1938 році на верфі Tama Zoshensho на замовлення компанії Yamashita Kisen.
У 1941 році його реквізували для потреб Імперського флоту Японії та перейменували на «Ямакуні-Мару».
Відомо, що в 1943-му судно взяло участь у операціях в Океанії. Так, станом на початок травня воно перебувало на атолі Трук на сході Каролінських островів (ще до війни тут була облаштована головна база японського ВМФ у Океанії), а 11—16 травня пройшло звідси в конвої № 5113 до атола Кваджелейн (головна база на Маршаллових островах). 4—8 липня у складі іншого конвою «Ямакуні-Мару» здійснило рейс з Кваджелейна на Трук.
22 жовтня — 1 листопада 1943-го судно разом з конвоєм № 4022 пройшло з Труку до порту Йокосука в Токійській затоці, звідки повернулось 13—23 листопада в конвої № 3113.
1—5 грудня 1943-го «Ямакуні-Мару» пройшло в конвої № 1013 на південь до Рабаулу — головної передової бази в архіпелазі Бісмарка, з якої японці провадили операції на Соломонових островах та сході Нової Гвінеї. 22—25 грудня разом з конвоєм № 2222 воно повернулось на Трук.
2 січня 1944-го «Ямакуні-Мару» вийшло в черговий рейс до Йокосуки в конвої № 4102. 10 січня за чотири з половиною сотні кілометрів від Токійської затоки підводний човен USS Steelhead перехопив конвой в умовах шторму, торпедував та пошкодив ремонтне судно «Ямабіко-Мару». Після цього «Ямакуні-Мару» взяв «Ямабіко-Мару» на буксир та повів його до Японії. 13 січня «Ямабіко-Мару» довели до острова Хатдзьо (архіпелаг Ідзу), що лежить за дві з половиною сотні кілометрів від місця нападу USS Steelhead. Втім, уже на вході до бухти від сильного шторму пошкоджене судно розломилось і його кормова частина затонула. «Ямакуні-Мару» спробував завести в бухту носову частину, але в цей час (уже настало 14 січня) був атакований підводним човном USS Swordfish. Дві з чотирьох торпед влучили в ціль та потопили її, загинуло 18 членів екіпажу.